# سابينا موراي
سابينا موراي (بالإنجليزية: Sabina Murray)‏‏ (1968 في لانكستر - ) روائية، وكاتبة سيناريو من الولايات المتحدة.

## الجوائز
- زمالة غوغنهايم

## روابط خارجية
- سابينا موراي على موقع IMDb (الإنجليزية)
- سابينا موراي على موقع أول موفي (الإنجليزية)
- سابينا موراي على موقع قاعدة بيانات الفيلم (الإنجليزية)
- سابينا موراي على موقع كينوبويسك (الروسية)